# Vũ Ngọc Đãng
Vũ Ngọc Đãng, né en 1974 dans le Province de Thái Bình en République démocratique du Viêt Nam (Nord-Viêt Nam), est un réalisateur vietnamien.

## Filmographie
- 2001 : Chuột (vi)
- 2004 : Những cô gái chân dài (vi)
- 2009 : Đẹp từng centimet (vi)
- 2011 : Hot boy nổi loạn (vi)
- 2021 : Bố già (vi)
- 2022 : Chị chị em em 2 (vi)
- 2024 : Cô dâu hào môn (vi)